# Sevim Dağdelen
Sevim Dağdelen (Duisburg, 4 september 1975) is een Duits syndicalist en links politicus. Sinds 2005 zetelt ze in de Bundestag, eerst voor Die Linke en sinds 2023 voor Bündnis Sahra Wagenknecht.
- Gemeinsame Normdatei: 112761388X
- International Standard Name Identifier: 0000 0004 9720 827X
- Library of Congress Control Number: n2017045522
- Virtual International Authority File: 7437148997700459870003
- WorldCat: E39PBJxMm3BHDwgJqG989dKrv3